# Yosomulyo (Metro Pusat)
Yosomulyo is een bestuurslaag in het regentschap Metro van de provincie Lampung, Indonesië. Yosomulyo telt 7100 inwoners (volkstelling 2010).